# Weronika Szczawińska
Weronika Szczawińska (ur. 1981 w Warszawie) – polska reżyserka, dramaturżka oraz kulturoznawczyni, doktor nauk o sztuce. 

## Życiorys
Ukończyła filologię angielską i kulturoznawstwo – wiedzę o kulturze w ramach Międzywydziałowych Indywidualnych Studiów Humanistycznych na Uniwersytecie Warszawskim. Obroniła pracę magisterską o realizacjach scenicznych Powrotu Odysa Stanisława Wyspiańskiego na przykładzie spektakli Tadeusza Kantora i Jerzego Grzegorzewskiego (2007). Jest również absolwentką Wydziału Reżyserii Akademii Teatralnej im. Aleksandra Zelwerowicza. W roku 2014 obroniła doktorat w Instytucie Sztuki PAN na podstawie rozprawy Strategie reprezentacji pamięci w polskim teatrze przełomu XX i XXI wieku; promotorką była Krystyna Duniec. 
W latach 2005–2006 była aktorką Studium Teatralnego Piotra Borowskiego. W spektaklu Henryk. Hamlet. Hospital zagrała pacjentkę szpitala psychiatrycznego. 
Jako reżyserka zadebiutowała wspólnie z Adamem Wojtyszką i Wawrzyńcem Kostrzewskim w 2007 roku etiudą dyplomową pt. Nienasycenie w spektaklu Wyzwolenie – Próby w Teatrze Polskim w Warszawie. Rok później wyreżyserowała swój pierwszy pełnowymiarowy spektakl: Jackie. Śmierć i księżniczka według Elfriede Jelinek w Teatrze im. Stefana Jaracza w Olsztynie z Mileną Gauer jako Jackie Kennedy.  
Laureatka wielu nagród, m.in. nominowana (2014 za Geniusza w golfie i Teren badań – Jeżycjada, 2018) i nagrodzona (2019) Paszportem Polityki w kategorii „Teatr”; uhonorowana II nagrodą na Koszalińskich Konfrontacjach Młodych m-teatr 2010 za Zemstę; wyróżniona Nagrodą Marszałka Województwa Dolnośląskiego za dramaturgię do spektaklu W pustyni i w puszczy. Z Sienkiewicza i z Innych (2010); laureatka nagrody Jury Społecznego Ogólnopolskiego Festiwalu Sztuki Reżyserskiej „Interpretacje” w Katowicach (2012) za Jak być kochaną; wraz z innymi twórcami Komornickiej. Biografii pozornej – wyróżnieniem w Konkursie na Wystawienie Polskiej Sztuki Współczesnej (2012).
W swojej twórczości Szczawińska interesuje się rewizją klasyki i reinterpretowaniem historii. Porusza też problematykę pamięci i historii, a także kwestie tożsamości płciowej i feminizmu. Jej spektakle porównuje się pod względem formy do esejów, zwracając uwagę na ich potencjał dekonstruowania stereotypów i mechanizmów tworzących wspólnoty. 
Szczawińska współpracuje z Instytutem Teatralnym im. Zbigniewa Raszewskiego, w 2009 roku prowadziła tam cykl dyskusji dotyczących pamięci w teatrze. Publikuje w wielu czasopismach: „Didaskaliach”, „Teatrze”, „Res Publice Nowej”, „Dialogu”. W latach 2014–2017 była kierowniczką artystyczną Teatru im. Wojciecha Bogusławskiego w Kaliszu.

## Realizacje

### jako reżyserka
- Jackie. Śmierć i księżniczka na podstawie tekstu Elfriede Jelinek - Teatr im. Stefana Jaracza w Olsztynie (2008)
- Zemsta na podstawie tekstu Aleksandra Fredry, Teatr Dramatyczny im. Jerzego Szaniawskiego w Wałbrzychu (2009)
- Białe małżeństwo na podstawie dramatu Tadeusza Różewicza, Teatr im. Stefana Żeromskiego w Kielcach (2010)
- Noże w kurach na podstawie tekstu Davida Harrowera, Teatr im. Stefana Jaracza w Olsztynie (2010)
- Jak być kochaną według tekstu Agnieszki Jakimiak, Bałtycki Teatr Dramatyczny w Koszalinie (2011)
- RE//MIX Zamkow według tekstu Agnieszki Jakimiak, Komuna Warszawa (2012)
- Re-wolt na podstawie tekstu Anny Wojnarowskiej, Europejskie Centrum Solidarności i Instytut Teatrany im. Zbigniewa Raszewskiego (2012)
- Artyści prowincjonalni, Teatr Powszechny w Łodzi (2013)
- Geniusz w golfie, Narodowy Stary Teatr w Krakowie (2014)
- Teren badań: literatura dziewczęca z poznańskich Jeżyc, CK Zamek w Poznaniu/Komuna Warszawa (2014)
- Dzieci Jarocina śpiewają Retrojutro, w ramach cyku Wielkopolska:Rewolucje (2013)
- Niewidzialny chłopiec na podstawie dramatu Tymoteusza Karpowicza, Wrocławski Teatr Współczesny (2015)
- Klęski w dziejach miasta według scenariusza Agnieszki Jakimiak, Teatr im. Wojciecha Bogusławskiego w Kaliszu (2015)
- Wojny, których nie przeżyłam według scenariusza pisanego wraz z Agnieszką Jakimiak, Teatr Polski w Bydgoszczy (2015)
- Pornografia późnej polskości według tekstu Tomasza Kozaka, Galeria Labirynt w Lublinie (2015)
- Orlando według powieści Virginii Woolf, PWST we Wrocławiu (2016)
- K. albo wspomnienie z miasta na podstawie tekstu Agnieszki Jakimiak, Teatr im. Wojciecha Bogusławskiego w Kaliszu (2016)
- Komuna Paryska, Teatr Polski w Bydgoszczy (2017)

### jako dramaturżka
- W pustyni i w puszczy. Z Sienkiewicza i z Innych (reż. Bartosz Frąckowiak) Teatr Dramatyczny im. Jerzego Szaniawskiego w Wałbrzychu (2011)
- Komornicka. Biografia pozorna (reż. Bartosz Frąckowiak), Hobo Art Foundation, Scena Prapremier In Vitro, Teatr Polski w Bydgoszczy (2012)

### inne
- Słuchowisko na podstawie Dźwiękowego zapisu doliny Tymoteusza Karpowicza, Wrocławski Teatr Współczesny (2013)
- zdarzenie teatralne oparte na fragmentach poematu Odwrócone światło Tymoteusza Karpowicza, Wrocławski Teatr Współczesny (2013)